# لادونوف گاج
لادونوف گاج (به لاتین: Laudonov gaj) یک جنگل در کرواسی است که در شهرستان لیکا-سنی واقع شده‌است.